# Adela de Warenne
Adela de Warenne, född 1170, död efter 1190, var en engelsk mätress. Hon blev uppmärksammad för det förhållande hon hade med kung Johan I av England. Hon fick en son med kungen 1190 och gifte sig med William Fitz-William of Sprotborough. 